# 格林維爾 (密蘇里州)
格林維爾（英語：Greenville）是位於美國密蘇里州韋恩縣的城市。同時該地也是韋恩縣的縣治。

## 人口
根據2020年美國人口普查的數據，格林維爾的面積為1.75平方千米，皆為陸地。當地共有人口443人，而人口密度為每平方千米253人。